# Bats & Terry
Bats & Terry (バツ&テリー ''Batsu & Teri''?) es un manga escrito e ilustrado por Yasuichi Oshima. Fue serializado en la revista Weekly Shōnen de la editorial Kodansha desde 1982 hasta 1987. Batsu & Teri recibió en 1984 el premio de Manga Kōdansha en la categoría shōnen.  Kodansha publicó 24 volúmenes (tankōbon) del manga hasta diciembre de 1987. La licencia del manga fue trasladado a Ichijinsha y fue publicado en cuatro volúmenes (aizoban).
El manga fue adaptado en una película de anime llamada, Batsu & Terry, por Sunrise. Dirigida por Mitsuko Kase y Tetsuro Amino, la película fue lanzada en Japón el 14 de marzo de 1987, luego  fue lanzada a VHS el 21 de abril de 1987.
El manga fue adaptado a un juego de acción para la Nintendo Entertainment System, llamado Bats & Terry. El juego fue desarrollado y publicado por UserJoy Technology el 22 de julio de 1987.

## Manga
Kodansha publicó 24 volúmenes (tankōbon) del manga hasta diciembre de 1987. El manga fue relanzado en 12 volúmenes (kanzenban) entre marzo y agosto de 1991. La licencia del manga fue trasladado a Ichijinsha que publica el manga en cuatro volúmenes (aizoban) entre el 27 de julio y el 25 de noviembre de 2008.

## Videojuego
El jugador controla a un superhéroe del béisbol llamado Batsu  que deben utilizar pelotas de béisbol para derrotar a sus oponentes. Ser golpeado una vez le vuelve a la "normalidad" Terii (Terry), que aplasta a sus oponentes con un bate de béisbol. Los opositores incluyen maquinaria, humanoides y animales. Matar enemigos mientras que en Terii forma como resultado una barra de energía más grande.